# Ригидност
Ригидност је нефлексибилност ставова, понашања, кретања и адаптивног капацитета. Особа манифестује истрајност у идентичном понашању или идејама чак и када су оне социјално неприкладне. Друштвена ригидност постоји када је слаба социјална мобилност, споро и неефикасно доношење закона и њихова примена у управљању друштвом.